# Конкурс имени Тадеуша Вроньского для скрипки соло
Конкурс имени Тадеуша Вроньского для скрипки соло (пол. Konkurs na Skrzypce Solo Tadeusza Wrońskiego) — соревнование скрипачей — исполнителей академической музыки, проходящее с 1990 г. в Варшаве под патронатом Музыкального университета имени Фридерика Шопена. Проводится по инициативе скрипача и музыкального педагога Тадеуша Вроньского среди музыкантов, не достигших 30-летнего возраста. Первые два конкурса были всепольскими; в третьем конкурсе приняли участие отдельные зарубежные исполнители, а начиная с четвёртого (1997) конкурс принял международный характер. То, что конкурс посвящён исключительно музыке для скрипки соло, делает его в значительной мере уникальным: подавляющее большинство других конкурсов подразумевает выступления конкурсантов в сопровождении фортепиано и/или оркестра. Сам Вроньский в ходе первых четырёх конкурсов возглавлял жюри; в разные годы в состав жюри входили Руджеро Риччи, Олег Крыса, Эдуард Грач, Бартломей Низёл и другие известные специалисты.

## Лауреаты
| 1990 | Кшиштоф Банковский                             |
| 1992 | Кшиштоф Хожельский                             |
| 1995 | Эва Пырек                                      |
| 1997 | Вильфрид Хеденборг (Австрия)                   |
| 2000 | Алёна Баева (Россия)                           |
| 2004 | Эуджен Тикинделяну (Румыния)                   |
| 2009 | Игорь Пикайзен (Россия) и Хитоси Оока (Япония) |
| 2015 | Орест Смовж (Украина)                          |
| 2020 | Иссей Курихара (Япония)                        |